# Lăzăreni (gmina)
Lăzăreni – gmina w Rumunii, w okręgu Bihor. Obejmuje miejscowości Bicăcel, Calea Mare, Cărăndeni, Cărănzel, Gepiș, Gruilung, Lăzăreni i Miheleu. W 2011 roku liczyła 3233 mieszkańców.